# Fruits et légumes moches
Les '''fruits et légumes moches''' sont des aliments qui n'entrent pas dans la norme de la grande distribution. Ils sont souvent difformes ou plus gros, et ne sont pas vendus avec les fruits et légumes « sans défaut » des supermarchés.

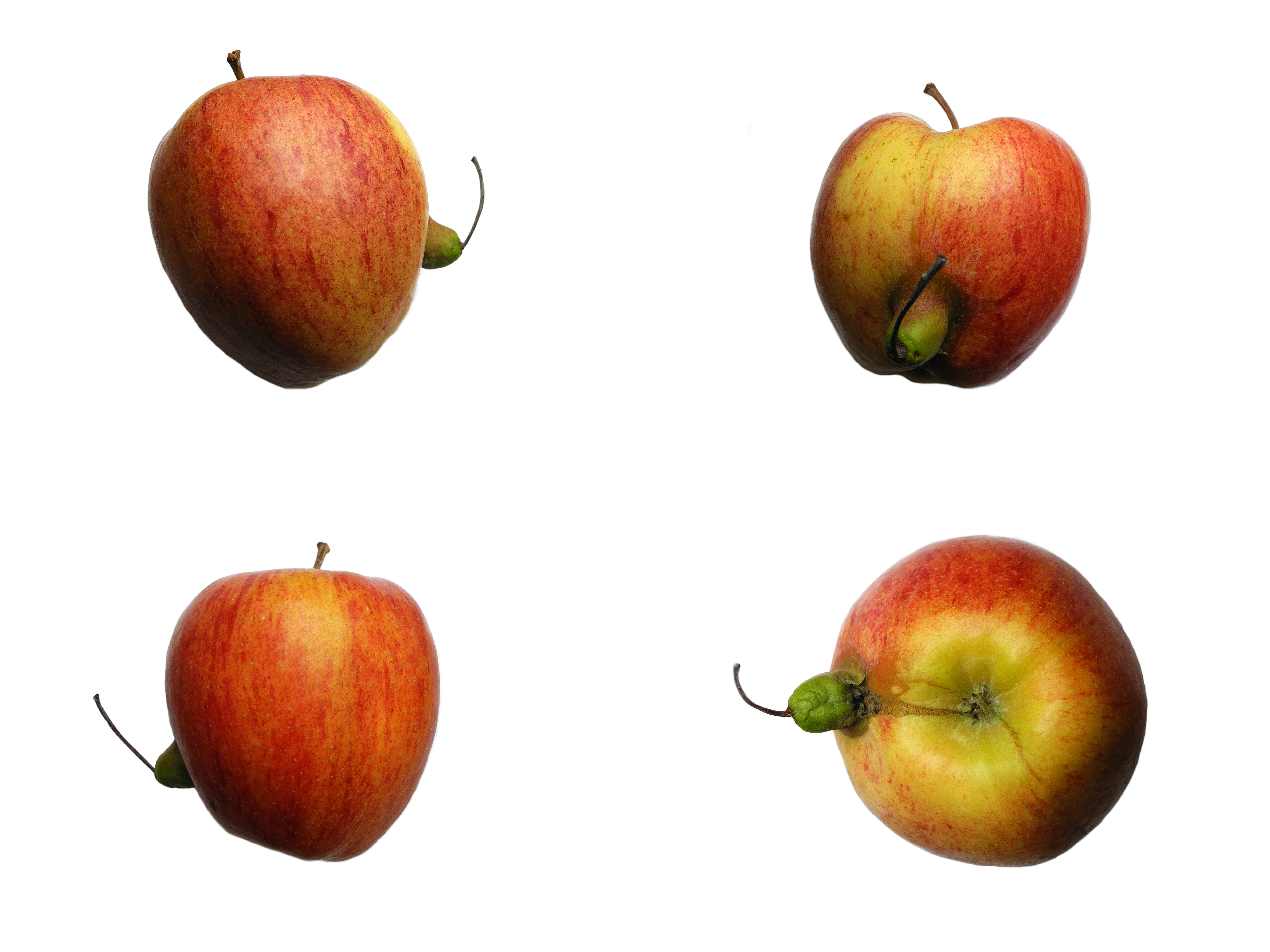
Cette pomme ne pourrait normalement pas être vendue en supermarché.

## En France
En France, on estime que 40 % de la production des fruits et légumes ne respectent pas les normes de calibrage.[réf. nécessaire] Ils ne correspondent pas aux normes d'apparence imposées par les centrales d’achat et ne sont pas commercialisés, même si leur qualité n'est pas mise en cause. Afin d'éviter le gaspillage alimentaire et d'attirer l'attention sur ce fait, les enseignes françaises de la grande distribution ont lancé l'opération « Fruits et légumes moches » en 2014.[réf. nécessaire]
La campagne de communication s'est finalement avérée être un échec, les consommateurs préférant un calibrage « parfait ».

## Galerie

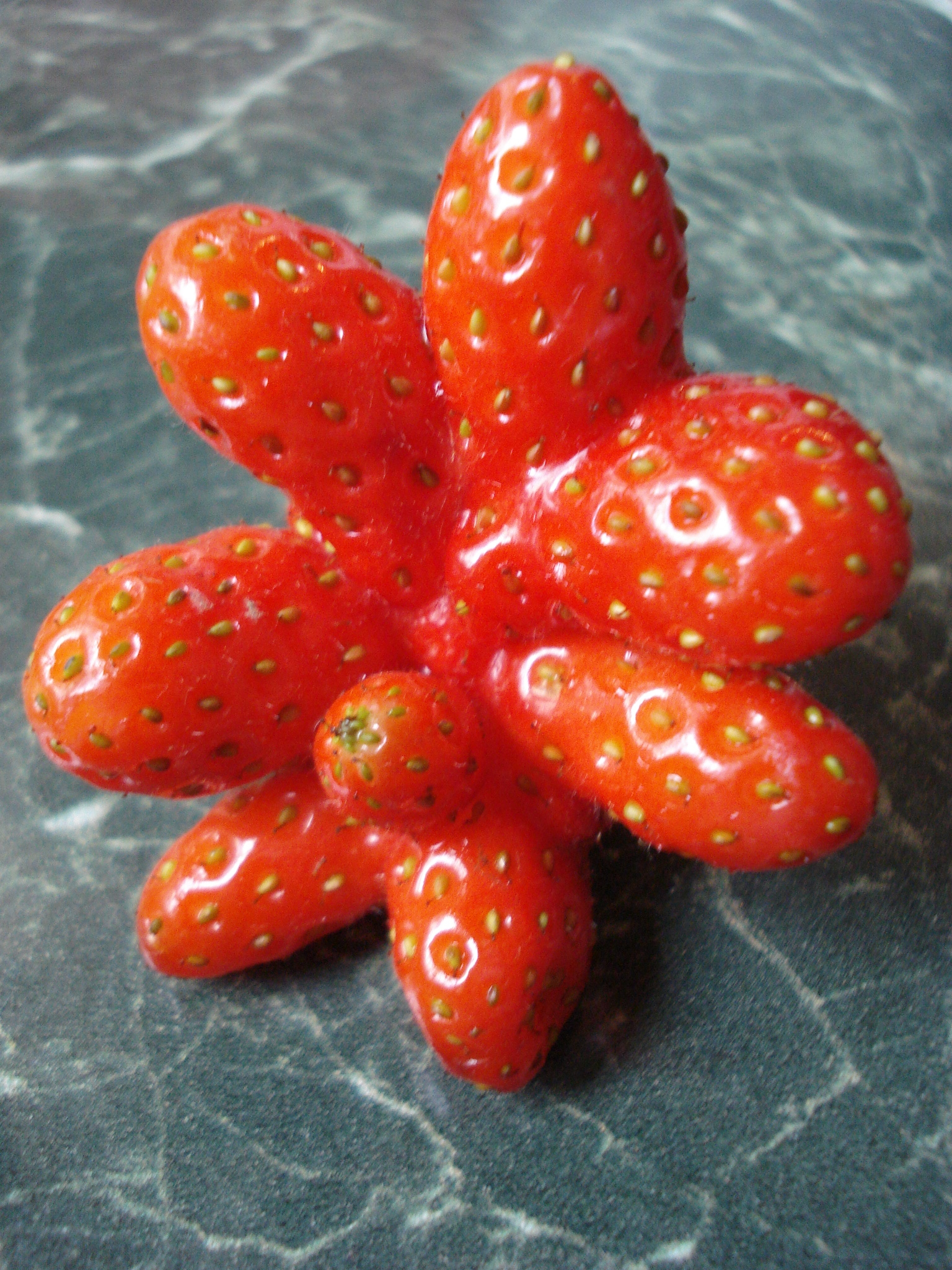
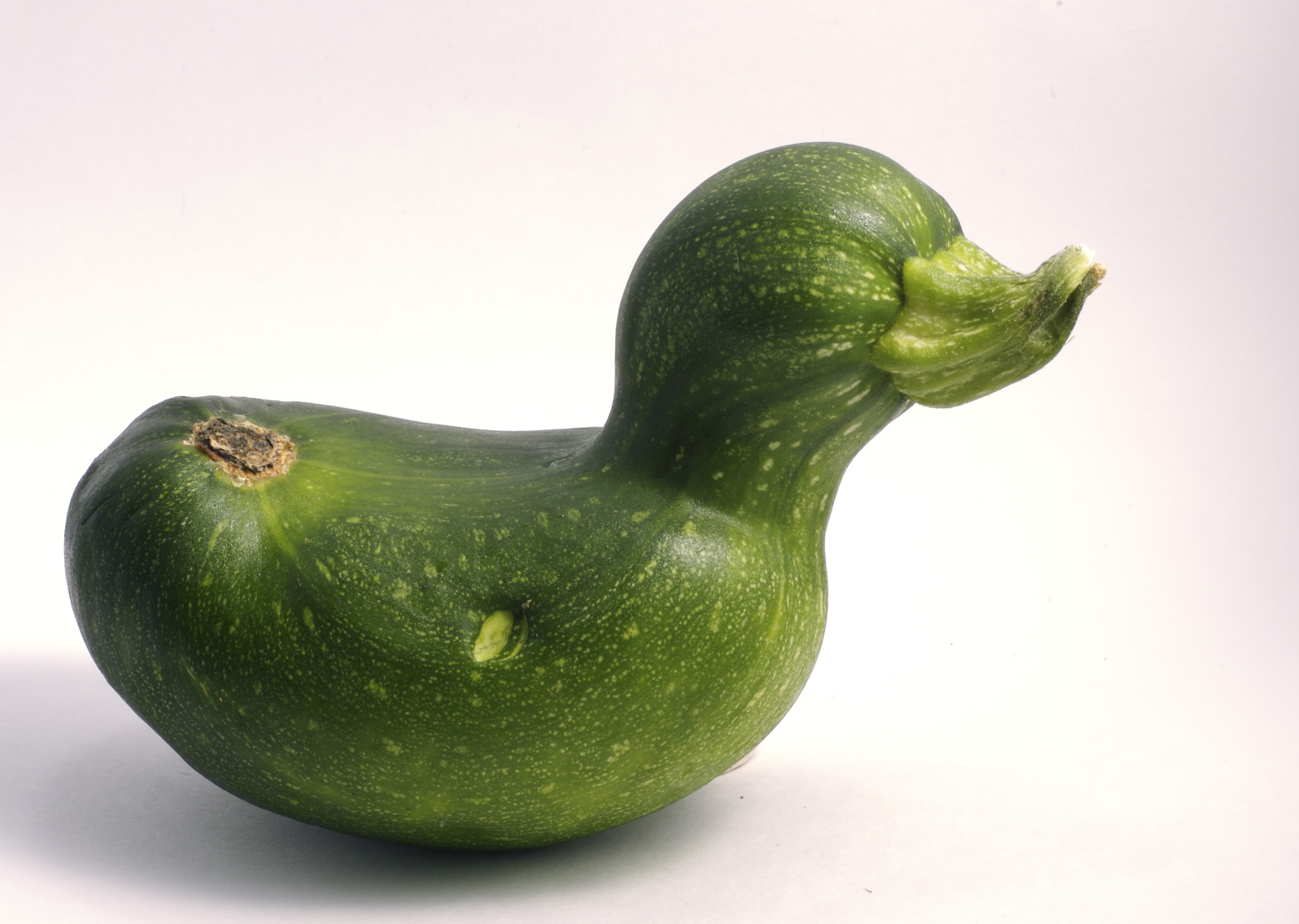
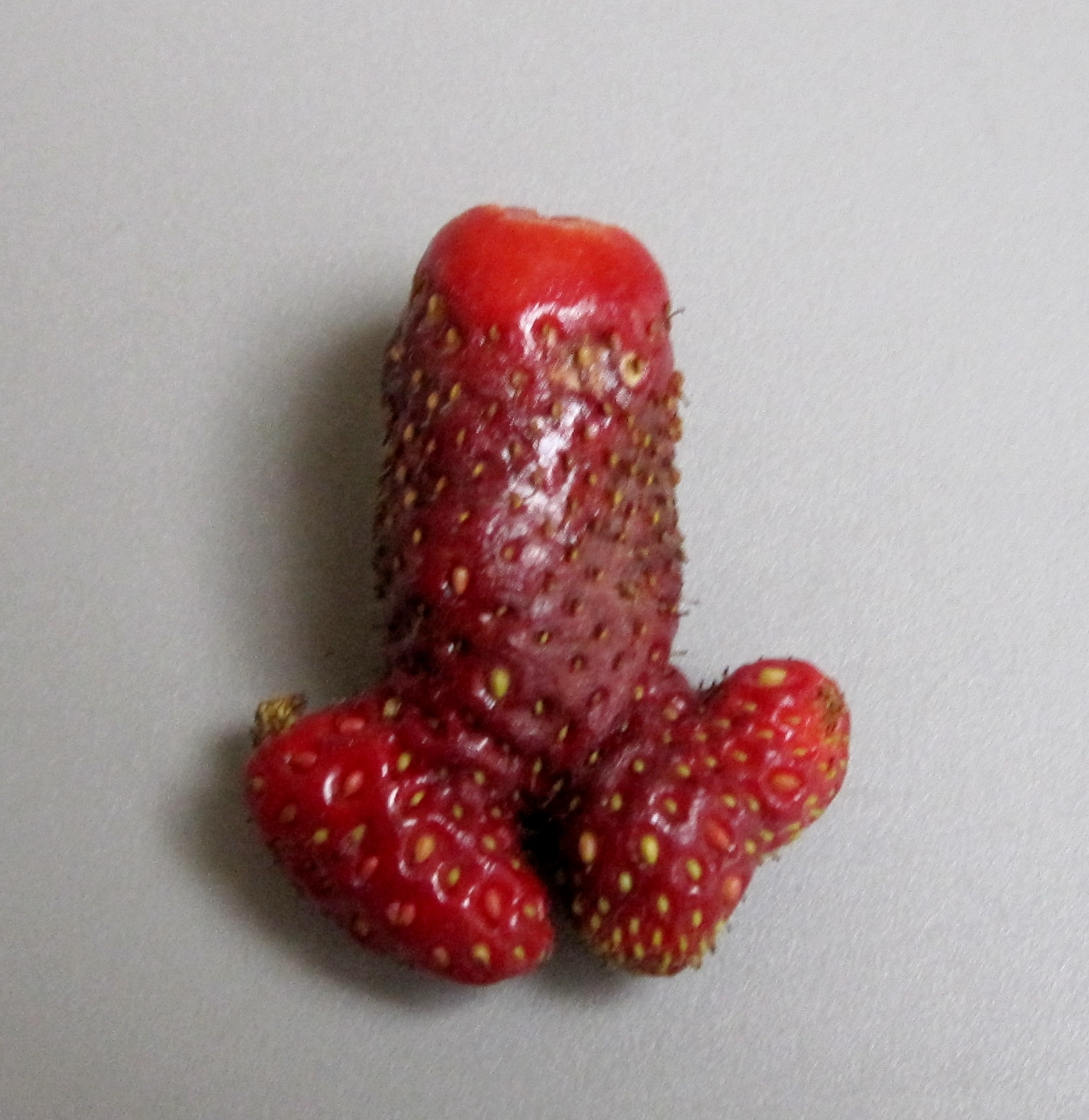
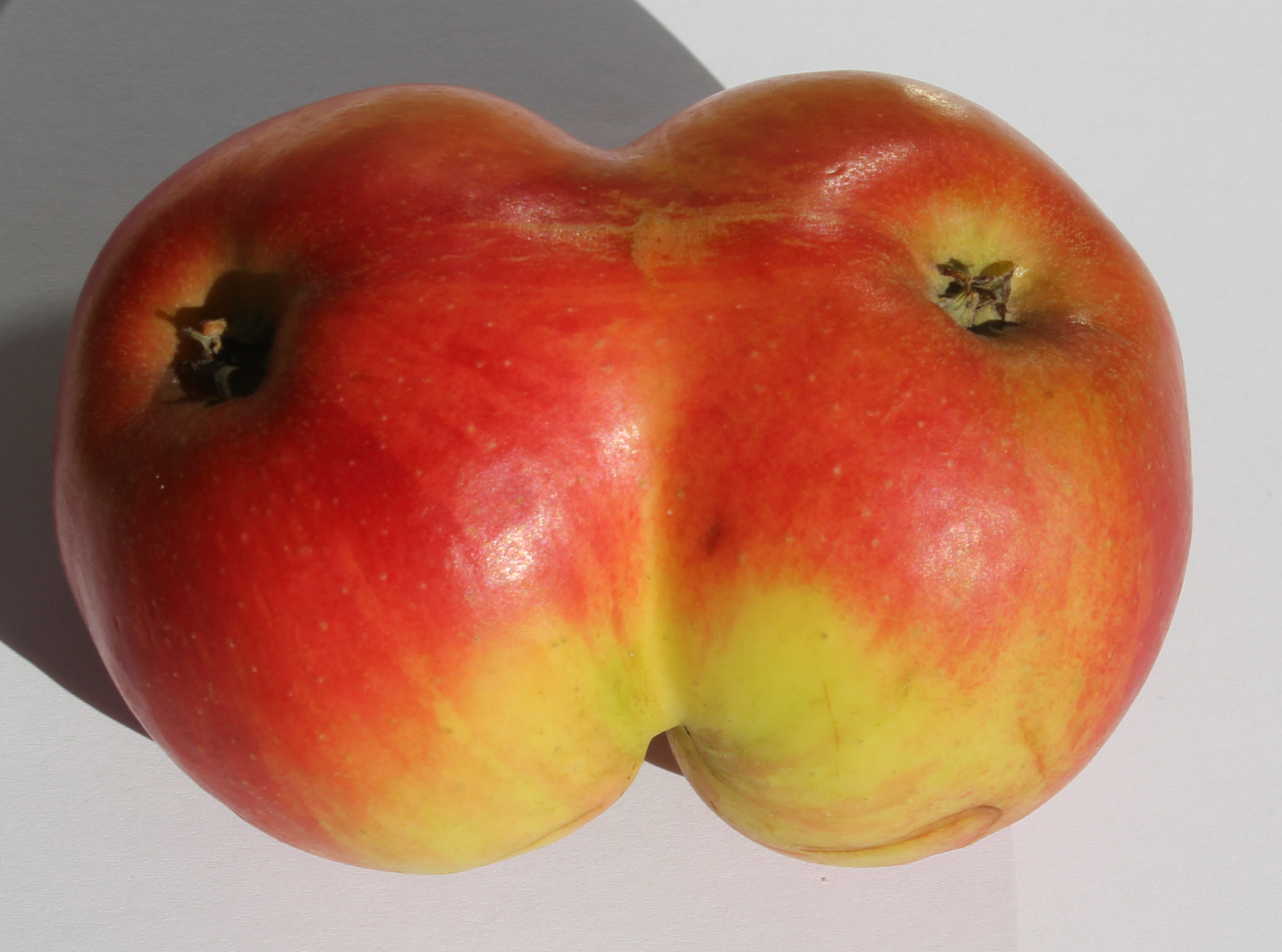